# Le Maine libre
Le Maine libre è un quotidiano francese fondato a Le Mans nel 1944. È diffuso nel dipartimento della Sarthe e nella parte sud del confinante dipartimento dell'Orne.

## Storia
Il primo numero uscì il 9 agosto 1944, dopo la liberazione di Le Mans da parte degli Alleati. Porta il nome della provincia del Maine, di cui la Sarthe faceva parte. La provincia comprendeva anche la Mayenne, ma in questo dipartimento il quotidiano non è distribuito.